# Шуман, Конрад
Ханс Конрад Шуман (нем. Hans Conrad Schumann; 28 марта 1942, Чохау, Дрезден-Бауцен — 20 июня 1998, Кипфенберг, Бавария) — один из первых перебежчиков из Восточной в Западную Германию во время строительства Берлинской стены в 1961 году. Фотография его прыжка через колючую проволоку является одним из наиболее известных снимков на тему холодной войны.

## Биография
Конрад Шуман родился в Чохау, недалеко от Дёбельна. В начале 1960-х проходил службу в восточногерманской военизированной полиции. После трех месяцев начального обучения в Дрездене был направлен в унтер-офицерскую школу в Потсдаме, после чего он добровольно вызвался служить в Берлине.
15 августа 1961 года Шуман был направлен на перекресток улиц Руппинер-штрассе и Бернауэр-штрассе на охрану начатого двумя днями ранее строительства Берлинской стены. На тот момент там существовало только временное заграждение из колючей проволоки высотой около 80 см. Под предлогом проверки заграждения Шуман примял его в одном месте ногой. Заметив его действия, западные немцы с другой стороны закричали ему: «Перепрыгивай!» (нем. Komm über!), а подъехавшая полицейская машина остановилась в 10 метрах и открыла дверь, ожидая его. Шуман примеривался некоторое время, затем наконец решился, прыгнул через заграждение и побежал к полицейскому автомобилю, который сразу же забрал его с места происшествия. Фотограф Петер Лайбинг, посланный в тот день к месту строительства стены, также заметил колебания Шумана, понял, что может произойти, и заранее сфокусировал свою камеру на проволочном заграждении. Ему удалось заснять момент прыжка, и эта фотография с тех пор стала одним из наиболее символичных сюжетов холодной войны.
Впоследствии Шуман перебрался из Западного Берлина в Баварию. Там, в городе Гюнцбург, он познакомился со своей будущей женой. Работал автослесарем. Долгие годы Шуман опасался мести со стороны спецслужб ГДР за свой побег и не поддерживал никаких контактов с оставшимися в Саксонии родственниками. После падения Берлинской стены он сказал:

Лишь с 9 ноября 1989 года я чувствую себя действительно свободным.
Оригинальный текст (нем.)Erst seit dem 9. November 1989 fühle ich mich wirklich frei.

Страдавший от депрессии Шуман 20 июня 1998 года покончил жизнь самоубийством, повесившись в саду собственного дома.

## Память о побеге

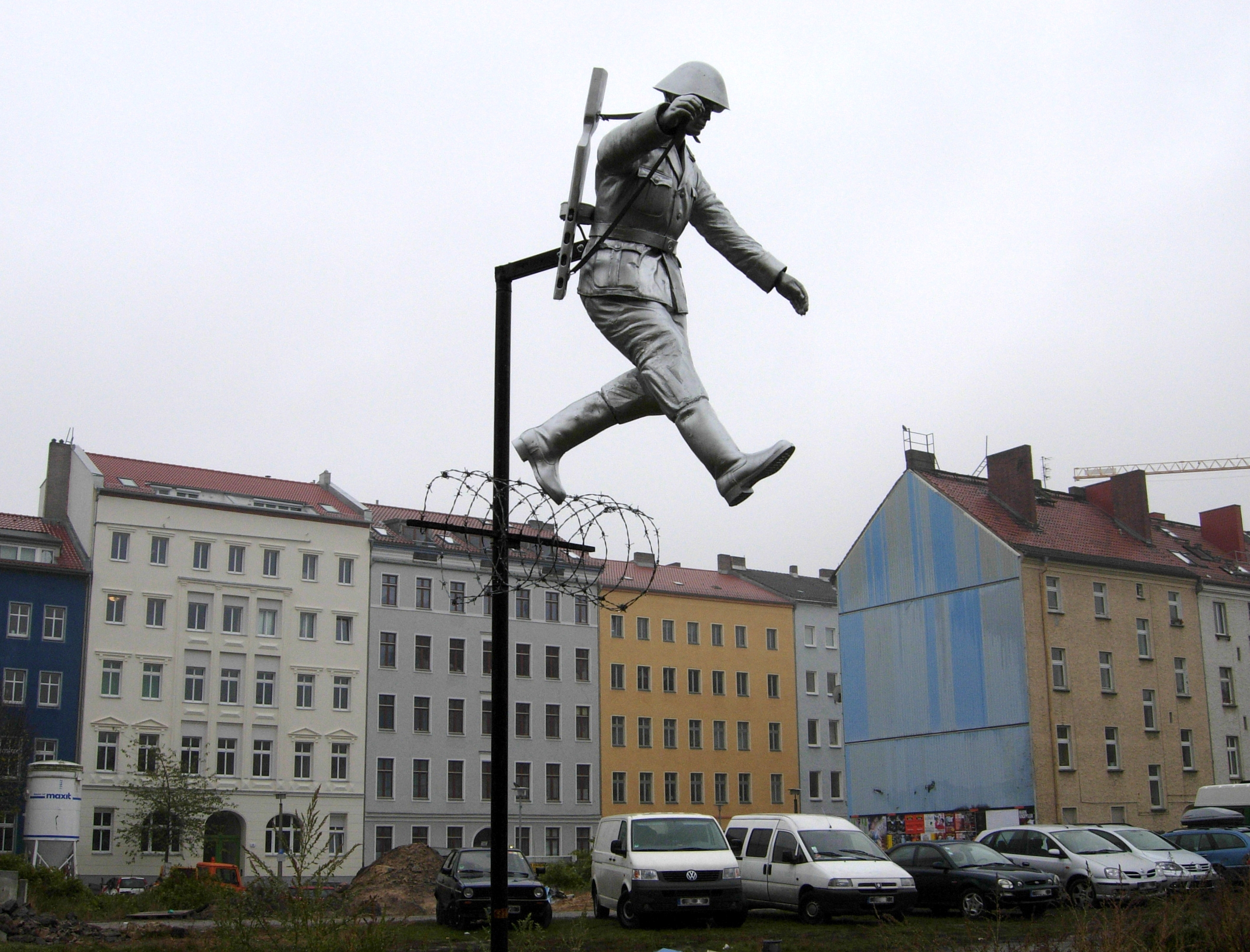
Скульптура, посвящённая побегу Шумана, на Бернауэр-штрассе, Берлин (2009)

В мае 2011 года фотография «Прыжок на свободу» Ляйбинга была включена в программу ЮНЕСКО «Память мира» как часть собрания документов о строительстве и падении Берлинской стены.
Недалеко от места побега Шумана установлена посвященная этому событию скульптура Флориана и Михаэля Брауэров и Эдварда Андерса под названием «Прыгун через Стену».